# Municipio de West Donegal
El municipio de West Donegal (en inglés: West Donegal Township) es un municipio ubicado en el condado de Lancaster en el estado estadounidense de Pensilvania. En el año 2000 tenía una población de 6.539 habitantes y una densidad poblacional de 162.2 personas por km².

## Geografía
El municipio de West Donegal se encuentra ubicado en las coordenadas 40°08′00″N 76°37′59″O / 40.13333, -76.63306.

## Demografía
Según la Oficina del Censo en 2000 los ingresos medios por hogar en la localidad eran de $53,935 y los ingresos medios por familia eran de $61,011. Los hombres tenían unos ingresos medios de $42,313 frente a los $25,653 para las mujeres. La renta per cápita de la localidad era de $22,545. Alrededor del 1,6% de la población estaba por debajo del umbral de pobreza.